# 圣地亚哥-德尔埃斯特罗

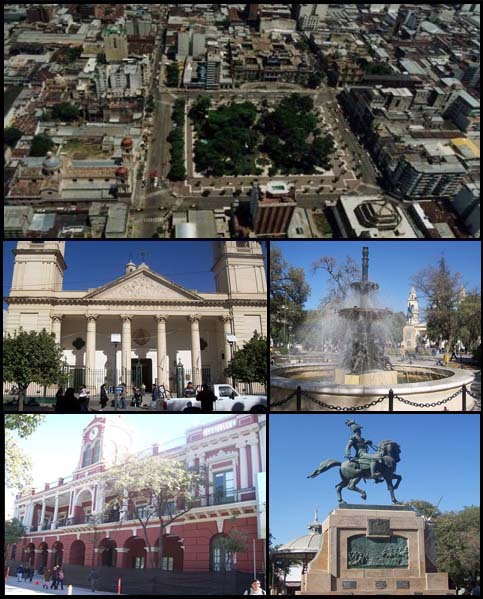
聖地牙哥-戴埃斯特羅

聖地牙哥-戴埃斯特羅（直译：「潟湖畔聖雅各」）位於阿根廷北部的杜爾塞河畔，是圣地亚哥-德尔埃斯特罗省的首府，2001年總人口為244,733人。

## 地理

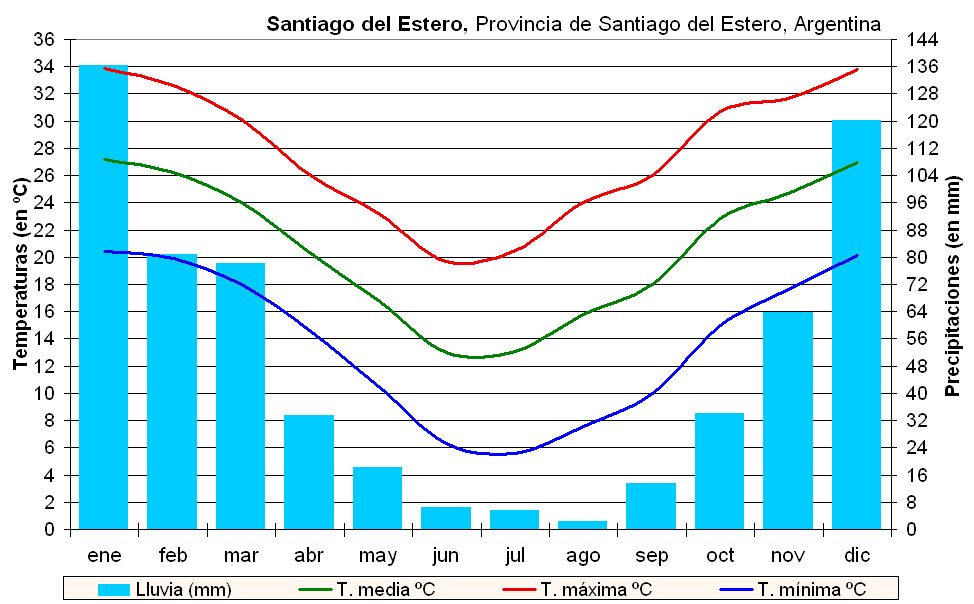
圣地亚哥-德尔埃斯特罗的气候图

圣地亚哥-德尔埃斯特罗位于富饶的杜尔塞河畔，高度162米。

## 历史
西班牙人于1553年建立了圣地亚哥-德尔埃斯特罗。它是阿根廷最古老的至今不间断被居住的城市。
19世纪末市内有8000名居民。
今天只有少量殖民时期的建筑保存下来。
圣地亚哥-德尔埃斯特罗省是阿根廷最穷最干燥的省。

## 文化
圣地亚哥-德尔埃斯特罗的文化生活受到今天居民多种先人的影响，其中最引人注目的是意大利裔和阿拉伯亚裔的人，尤其是他们的许多饭店。市内有两座大学（其中一座是私立的），因此市内有许多年轻人。由于市内几乎没有迪斯科和俱乐部，因此年轻人的文化主要表现在街头。市内的音乐以民歌为主。话剧主要是在教堂里表演的，其内容往往非常社会批判性和非常政治性。

## 姐妹城市
- 西班牙 塔拉韦拉-德拉雷纳
- 西班牙 托莱多省
- 西班牙 卡斯蒂利亚-拉曼恰
- 叙利亚 哈马

## 名人
- 胡利奥·里卡多·克鲁斯（1974年出生），足球运动员